# Charles Vernam
Charles Terence Priestley Vernam (* 8. října 1996) je anglický fotbalista, který hraje jako křídlo za anglický klub Grimsby Town.
Hrál za mládežnické akademie Scunthorpe United a Derby County, z Derby County byl na hostování v ÍBV, Coventry City a Grimsby Town. Do Grimsby přestoupil v roce 2018 a v roce 2019 byl na krátkém hostování v Chorley. V roce 2020 podepsal smlouvu s Burton Albion a o šest měsíců později přestoupil Bradford City. V roce 2022 přestoupil do Lincoln City. Od roku 2023 hraje zpátky ve Grimsby Town.